# Adolf Abram
Adolf Abram, ps. „Adaś”, „Władysław Jaworski” (ur. 24 grudnia 1894 w Demni Wyżnej, zm. 17 marca 1969 w Nowym Jorku) – major artylerii Wojska Polskiego, działacz niepodległościowy, kawaler Orderu Virtuti Militari, członek Rady Głównej Centralnego Towarzystwa Organizacji i Kółek Rolniczych od 1934 roku.

## Życiorys
Urodził się 24 grudnia 1894 w Demni Wyżnej, w rodzinie Adolfa i Filipiny z domu Saling. W Stanisławowie uczył się w szkole realnej, a następnie w Wiedniu w polskim gimnazjum, gdzie otrzymał świadectwo dojrzałości w grudniu 1914. Przez jeden semestr studiował w tamtejszej Hochschule für Bodenkultur (Akademii Rolniczej). Należał od 1912 do Związku Strzeleckiego w Stanisławowie, w którym awansował na podoficera. 
Służył od sierpnia 1914 w Legionach Polskich, będąc początkowo sekcyjnym w batalionie uzupełniającym, a od września dowódcą działa w 1 pułku artylerii. Brał udział w bitwach pod Krzywopłotami, Limanową, Konarami. Ponownie został przeniesiony w czerwcu następnego roku do batalionu uzupełniającego, a od listopada służył ponownie w 1 pułku, w którym był ogniomistrzem. 2 sierpnia 1917, po kryzysie przysięgowym, został wcielony do armii austro-węgierskiej, ale rozpoczął tam służbę dopiero w listopadzie tego samego roku z powodu ciężkiej choroby. W Pozsany na Węgrzech ukończył szkołę oficerów rezerwy (styczeń–maj 1918) i awansował na stopień chorążego. Urlopowany w celu kontynuowania studiów, wstąpił do POW, w Kijowie został komendantem miasta i oficerem wyszkoleniowym Okręgu Charków Komendy Naczelnej III POW.
W Wojsku Polskim od listopada 1918, w Grupie pułkownika Czesława Rybińskiego, dowodził złożoną z dwóch dział artylerią. 28 listopada, w czasie bitwy pod Mikulińcami, trafił do niewoli ukraińskiej. Zbiegł z niej 3 czerwca kolejnego roku i został przydzielony do 2 pułku artylerii ciężkiej, a w tym samym roku od sierpnia został sekretarzem, a później referentem sekcji amunicyjnej Departamentu Artylerii Ministerstwa Spraw Wojskowych. W 1 pułku artylerii polowej Legionów był od czerwca 1920 pierwszym oficerem, a następnie dowódcą baterii. Odznaczył się męstwem w bojach pod wsią Zelwa, podczas akcji na Sejny 22 września oraz przy przejściu toru kolejowego między Stołpcami a Horodzieją 3 października 1920. Adiutant tej jednostki od grudnia, a od lipca 1921 adiutant 1 Brygady Artylerii Legionów. Ukończył w Toruniu w okresie sierpień–październik wyższy kurs oficerów sztabowych artylerii i powrócił do 1 pułku artylerii polowej Legionów na stanowisko p.o. dowódcy baterii. Z dniem 1 maja 1922 przeniesiony do rezerwy. 17 maja 1922 odznaczono go orderem wojskowym „Virtuti Militari" V klasy. 8 stycznia 1924 został zatwierdzony w stopniu kapitana ze starszeństwem z dniem 1 czerwca 1919 i 672. lokatą w korpusie oficerów rezerwowych artylerii. Posiadał przydział w rezerwie do 1 pułku artylerii polowej Legionów. W 1934 posiadał przydział w rezerwie do 8 pułku artylerii lekkiej w Płocku.
Pracował jako rolnik, a później był urzędnikiem. Działał w Związku Osadników, a do wybuchu wojny pełnił funkcję jednego z dwóch wiceprezesów zarządu tego związku. Był również w ostatnim okresie przed wybuchem wojny sekretarzem Głównej Komisji Rewizyjnej Związku Legionistów Polskich. 
Podczas okupacji niemieckiej mieszkał w Warszawie i używał przybranego nazwiska Władysław Jaworski. Abram na początku października 1939 skontaktował Aleksandra Kamińskiego z komendantem Okręgu Warszawa-Miasto SZP Henrykiem Józewskim, który zlecił Kamińskiemu zorganizowanie wydawania „Biuletynu Informacyjnego”. Wraz z ówczesnym szefem BIP Komendy Okręgu Warszawa-Miasto ZWZ Zygmuntem Hemplem przedstawił w 1940 generałowi Stefanowi Roweckiemu projekt utworzenia specjalnej organizacji, która miałaby kierować cywilną walką społeczeństwa. W wydawanym od kwietnia 1942 miesięczniku „Ziemie Wschodnie Rzeczypospolitej” był współpracownikiem Józewskiego. Działał również w innej organizacji piłsudczykowskiej - KON, a od 1943 redagował wydawany przez Konwent „Wschodni Biuletyn Informacyjny”.
W powstaniu warszawskim czynnie działał w cywilnej służbie pomocniczej, a następnie wywieziony do Niemiec po kapitulacji oddziałów powstańczych. Wyjechał do USA po zakończeniu wojny i przebywał początkowo w Nowym Jorku, a później w Andes. Imał się różnych zająć.
Chorował na raka. 17 marca 1969 zmarł po dwóch operacjach w szpitalu w Nowym Jorku. Pochowany został w Andes, a na jego grobie postawiony został mały pomnik, który ufundował Instytut Józefa Piłsudskiego w Nowym Jorku. Instytutowi zapisał w testamencie dom w Andes i 10.000 dolarów.

## Ordery i odznaczenia
- Krzyż Srebrny Orderu Wojskowego Virtuti Militari nr 7500 – 17 maja 1922[3][9][10]
- Krzyż Niepodległości z Mieczami – 10 grudnia 1931 „za pracę w dziele odzyskania niepodległości”[11]
- Krzyż Walecznych czterokrotnie – 1922
- Złoty Krzyż Zasługi – 8 lipca 1929 „za zasługi na polu organizacji rolnictwa”[12]